# Syrrhopodon trachyphyllus
Syrrhopodon trachyphyllus är en bladmossart som beskrevs av Montagne 1856. Syrrhopodon trachyphyllus ingår i släktet Syrrhopodon och familjen Calymperaceae. Inga underarter finns listade i Catalogue of Life.